# Résolution 1364 du Conseil de sécurité des Nations unies
Membres permanents
- Chine
- États-Unis
- France
- Royaume-Uni
- Russie

Membres non permanents
- Bangladesh
- Colombie
- Irlande
- Jamaïque
- Mali
- Maurice
- Norvège
- Singapour
- Tunisie
- Ukraine

Résolution no 1363 Résolution no 1365
La Résolution 1364 du Conseil de sécurité des Nations unies fut adoptée à l'unanimité le 31 juillet 2001. Après avoir réaffirmé toutes les résolutions sur l'Abkhazie et la Géorgie, en particulier la résolution 1339 (de 2001), le Conseil a prorogé le mandat de la Mission d'observation des Nations Unies en Géorgie (MONUG) jusqu'au 31 janvier 2002.
Dans le préambule de la résolution, le Conseil a souligné que l'absence de progrès sur un règlement du conflit entre les deux parties était inacceptable. Il était préoccupé par le fait que les négociations avaient été interrompues par des meurtres et des prises d'otages dans les régions de Gali et de Goulrypchi et à Primorsk, au début de l'année 2001.
Le Conseil de sécurité a déploré la détérioration de la situation dans la zone de conflit en raison de la violence, des prises d'otages, de la criminalité et de la présence de groupes armés illégaux qui menaçaient le processus de paix. Les deux parties, en particulier la partie abkhaze, ont été invitées à sortir de l’impasse dans les discussions et à négocier sur les questions fondamentales du conflit. Il a également insisté pour que les parties collaborent pour élucider ces incidents, garantir la libération des otages et traduire les auteurs en justice.
La résolution réaffirme le caractère inacceptable des changements démographiques résultant du conflit et que tous les réfugiés ont le droit de rentrer chez eux. Toutes les violations de l'Accord de 1994 ont été condamnées, en particulier les exercices militaires menés en juin et juillet 2001 par la Géorgie et l'Abkhazie. Les restrictions accrues à la liberté de mouvement de la MONUG, des forces de maintien de la paix de la Communauté des États indépendants et d’autres membres du personnel étaient de plus en plus nombreuses et le Conseil a rappelé aux parties qu’elles étaient responsables de la sûreté et de la sécurité du personnel.
Enfin, le Secrétaire général Kofi Annan a été invité à tenir le Conseil régulièrement informé de l’évolution de la situation et à faire un rapport sur la situation dans les trois mois.